# Onchestos
Pour les articles homonymes, voir Onchestos (homonymie).
Onchestos (en grec ancien Ὀγχηστός) était, en Grèce antique, une ville de Béotie, connue essentiellement pour son sanctuaire consacré à Poséidon.

## Sanctuaire et culte de Poséidon
Dans le Catalogue des vaisseaux de l’Iliade, Onchestos est citée parmi de nombreuses autres villes de Béotie en ces termes : « Onchestos la sacrée, magnifique bois de Poséidon ». Dans ses Argonautiques, Apollonios de Rhodes évoque brièvement Onchestos parmi les lieux de culte où se rend Poséidon sur son char ; il qualifie Onchestos de « hyantienne », par allusion aux Hyantes, peuple de Béotie, qui qualifient parfois la région entière par métonymie.
L'hymne homérique à Apollon est le premier texte à mentionner un rite de consécration de chars à Poséidon qui avait lieu à Onchestos : on attelait des poulains tout juste domptés à un char, et, après les avoir conduits pendant quelque temps, le conducteur descendait du char, laissant les chevaux tirer le char vide dans le bois sacré. Si le char se renversait, on le consacrait au dieu en le dressant contre un mur dans le trésor de Poséidon.
Le sanctuaire devint la capitale fédérale de la ligue béotienne au cours de la période hellénistique.

## Le meurtre de Clyménos
Alors que Clyménos, roi des Minyens d’Orchomène, se trouve dans le sanctuaire d'Onchestos, au moment d'une fête de Poséidon, Périérès, le conducteur du char de Ménécée (roi de Thèbes et père de Créon), le blesse mortellement en lui lançant une pierre. Par la suite, Erginos, fils de Clyménos, venge son père en menant une guerre victorieuse contre Thèbes : il impose alors un tribut annuel à la cité vaincue. Quelque temps après, Héraclès libère Thèbes du tribut après sa guerre victorieuse contre les Minyens.